# Musée de la mémoire commune tuniso-algérienne
Le musée de la mémoire commune tuniso-algérienne est un musée situé à Ghardimaou en Tunisie.

## Bâtiment
Le musée se trouve dans l'un des bâtiments qui a abrité le quartier général de l'Armée de libération nationale (ALN) pendant la guerre d'Algérie. Il est composé de cinq salles, dont quatre étaient réservées à l'État-major général de l'ALN.

## Collections
Le musée possède une collection d'objets et de documents d'archives qui illustrent la vie quotidienne de la direction politique et militaire de l’ALN, la création de son état-major général, la contribution tunisienne à la guerre de libération algérienne et les événements de Sakiet Sidi Youssef.